# Ágost Benárd

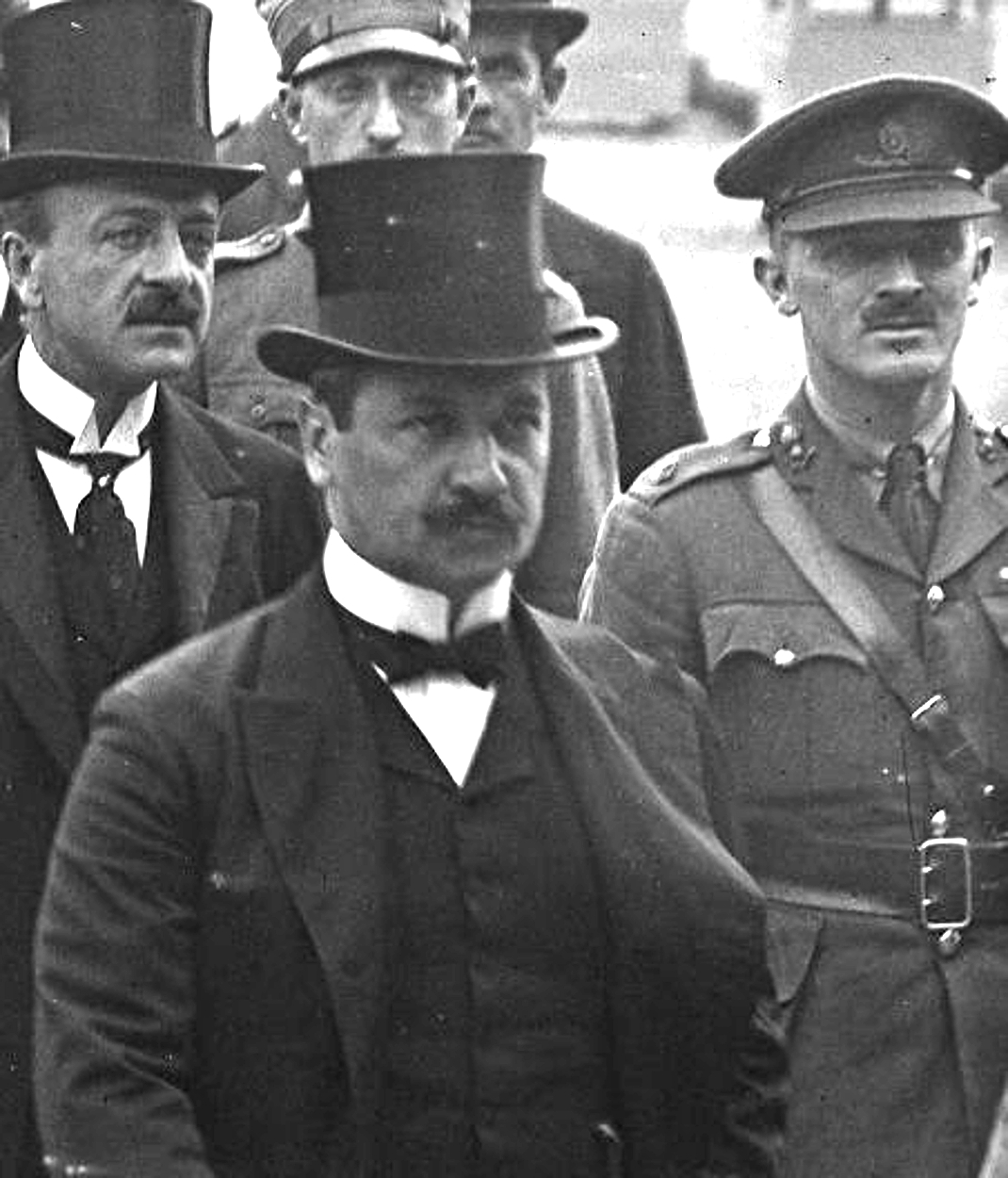
Ágost Benárd kurz vor der Unterzeichnung des Vertrags von Trianon. Dahinter Alfréd Drasche-Lázár.

Vitéz Ágost Benárd von Szilvágy (auch Ágoston Benárd, * 3. Januar 1880 in Budapest; † 22. Juni 1968 in Balatonkenese) war ein ungarischer Arzt, Politiker und Minister für Volkswohlfahrt und Arbeitswesen (1920/21). Er unterzeichnete am 4. Juni 1920 zusammen mit Alfréd Drasche-Lázár den Vertrag von Trianon für Ungarn.

## Leben
Benárd besuchte das Piaristengymnasium in Budapest und studierte danach Medizin, wobei er praktische Erfahrung in Wien und Paris sammelte. Während seiner Zeit als Student war Benárd bereits politisch aktiv und organisierte während der Ungarischen Krise (1905/06) mehrere Studentenbewegungen. 1909 wurde er Arzt bei der Arbeiterversicherungskasse (ung. Munkásbiztosító Pénztár) und diente im Ersten Weltkrieg als Chirurg. Nach Zusammenbruch Österreich-Ungarns und Fall der kurzlebigen Räterepublik wurde Benárd Direktor der Arbeiterversicherungskasse und unter Ministerpräsident Károly Huszár Staatssekretär im Ministerium für Volkswohlfahrt und Arbeitswesen. In den Kabinetten von Sándor Simonyi-Semadam und Pál Teleki war Benárd von 15. März 1920 bis 14. April 1921 Minister dieses Ministeriums. Ende Mai 1920 wurde Benárd von Ministerpräsident Simonyi-Semadam als einer der Unterzeichner des Vertrags von Trianon bestimmt, da er aus seiner Zeit als Arzt in Frankreich gut Französisch sprach und einer der wenigster wichtigen Minister des Kabinetts war. Nach seiner Amtszeit als Minister war Benárd von 1922 bis 1926 Parlamentsabgeordneter und erneut von 1935 bis 1939 als Mitglied der Nationalen Partei der Einheit (ung. Nemzeti Egység Pártja). Nach dem Zweiten Weltkrieg beendete Benárd seine politische Karriere und starb 1968 in Balatonkenese.